# Euborellia angustata
Euborellia angustata – gatunek skorka z rodziny Anisolabididae i podrodziny Anisolabidinae.
Gatunek ten opisany został w 2011 roku przez Petra Kočárka na podstawie pojedynczego samca, odłowionego w 1977 roku. Epitet gatunkowy angustata oznacza w łacinie „wąska” i nawiązuje do kształtu ciała i przedplecza tego owada.
Skorek o ciele długości 11,8 mm oraz przekształconych w szczypce przysadkach odwłokowych długości 1,6 mm. Oskórek ma błyszczący i punktowany. Ubarwiony jest ciemnobrązowo z czarną głową, brązowym przedpleczem, rudobrązowymi szczypcami oraz żółtawobrązowymi czułkami i odnóżami. Tak szeroka jak długa, kulistawa głowa ma dobrze zaznaczone szwy. Przedplecze ma kształt dłuższy niż szeroki, ku tyłowi rozszerzony, przedni brzeg prawie prosty, tylny brzeg zaokrąglony, a powierzchnię skórzaście pomarszczoną. Skrzydeł obu par brak zupełnie (gatunek apteryczny). Powierzchnia odwłoka jest gęsto punktowana. Tergity od trzeciego wzwyż są skórzaste. Ostatni tergit jest poprzeczny, pośrodku wgłębiony i z bruzdą środkową, zaopatrzony w pomarszczone listewki podłużne po bokach i parę guzków na tylnej krawędzi, nad ramionami szczypiec. Pygidium jest płaskie. Przedostatni sternit odwłoka jest szeroko zaokrąglony z nico ściętym szczytem. Szczypce mają krótkie ramiona o trójkątnych i grzbietobrzusznie spłaszczonych nasadach oraz piłkowanych krawędziach wewnętrznych. Cechują się asymetrią: prawe ramię jest silniej zakrzywione. Narządy rozrodcze samca cechują krótkie, nieco dłuższe niż szerokie paramery o zaostrzonych szczytach oraz dłuższy płat genitalny o kwadratowym, ciemnobrązowym końcu, wyposażony w silnie zesklerotyzowane i ząbkowane poduszeczki.
Owad palearktyczny, endemiczny dla Iranu, znany tylko z lokalizacji typowej w okolicach Ahwazu, w Chuzestanie.